# Armenia Próspera

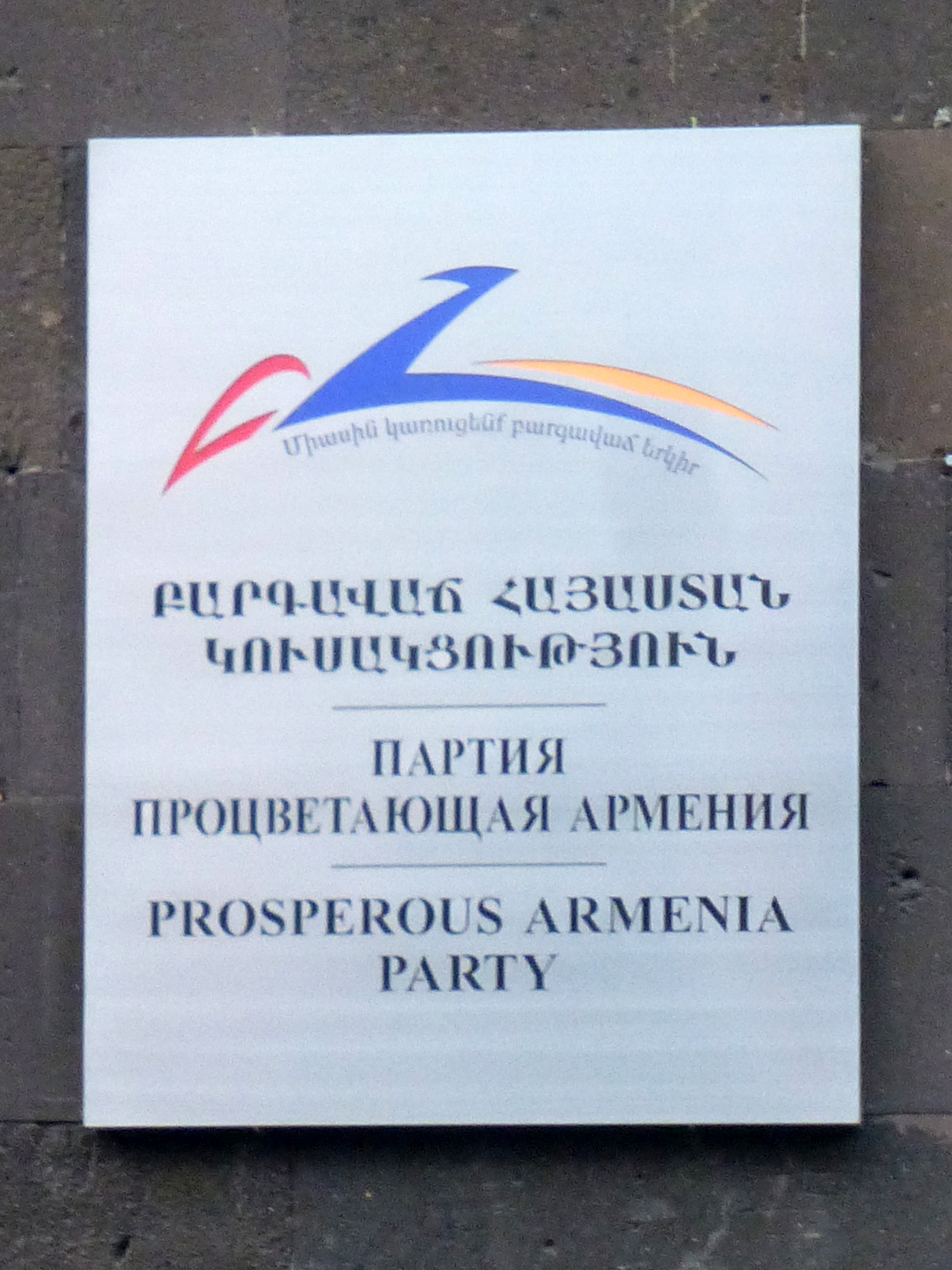
Logo de Armenia Próspera, ubicada en la ciudad de Ereván

Partido Armenia Próspera (PAP; en armenio: Բարգավաճ Հայաստան կուսակցություն, Bargavatch Hayastan kusaktsut'yun
, abreviado como ԲՀԿ BHK), es un partido político armenio de centroderecha. Fue fundado por el empresario Gagik Tsarukyan el 30 de abril de 2004, cuando se llevó a cabo el congreso constituyente del partido. Entre sus ideologías está el liberalismo económico, el conservadurismo social y una tendencia prorrusa.
El segundo presidente de Armenia Robert Kocharián, fue figura clave en la creación del partido (algunos afirman que Kocharián fue su verdadero fundador). La influencia y rol de Kocharián en el partido es tema de discusión. En 2012 "la mayoría de los analistas" creyeron que Kocharián estaba "estrechamente implicado en el partido." Algunos "creen que Kocharián es el dirigente secreto del partido", mientras otros creen que no tiene vinculación alguna con el partido.

## Base de poder
De acuerdo con el sociólogo Karen Sargsyan, la base del partido está compuesto en su mayoría por la población rural de provincia. La provincia de Kotayk' es considerada ampliamente como su principal bastión. Durante las elecciones legislativas de 2012, Armenia Próspera salió victorioso y obtuvo un 47.5% de los votos en aquella provincia, muy por encima del promedio nacional que era el 30%. Mientras que en el 28.º distrito electoral, el cual incluía la ciudad de Abovyan y varios pueblos circundantes, el partido obtuvo cerca del 71% de los votos.

## Registro electoral
Debutó en las elecciones legislativas de 2007, ganando 18 escaños y el 14.68% de los votos, convirtiéndose en el segundo partido político más grande de la Asamblea Nacional de Armenia. En las elecciones legislativas de 2012, duplicó su porcentaje de votos a un 30.12%, ganando 37 escaños y solidificando su posición como el principal partido de oposición.

### Elecciones parlamentarias
| Año  | Partido-lista | Partido-lista | Partido-lista | Corcunscripciones | Total de escaños | +/–    |
| Año  | Votos         | %             | Escaños       | Corcunscripciones | Total de escaños | +/–    |
| 2007 | 204,483       | 15.1%         | 18 /90        | 8 /41             | 26 /131          | Creado |
| 2012 | 454,673       | 30.12%        | 28 /90        | 9 /41             | 37 /131          | 11     |

### Elecciones presidenciales
| Año  | Candidato               | Votos                   | %                       | Rango                   |
| 2008 | Ganador: Serzh Sargsyan | Ganador: Serzh Sargsyan | Ganador: Serzh Sargsyan | Ganador: Serzh Sargsyan |
| 2013 | No participó            | No participó            | No participó            | No participó            |